# Caligus quadratus
Caligus quadratus is een eenoogkreeftjessoort uit de familie van de Caligidae. De wetenschappelijke naam van de soort is voor het eerst geldig gepubliceerd in 1954 door Sueo M. Shiino.